# Calm with Horses
Calm with Horses és una pel·lícula dramàtica del crim irlandès del 2019 dirigida per Nick Rowland en el seu debut, i escrita per Joseph Murtagh. Es tracta d'un ex-boxejador que treballa com a executor d'una família criminal a la Irlanda rural mentre proveeix el seu fill autista. La pel·lícula és protagonitzada per Cosmo Jarvis, Barry Keoghan, Niamh Algar, Ned Dennehy, Kiljan Moroney i David Wilmot. Està adaptat del relat homònim de la col·lecció "Young Skins" de Colin Barrett. La pel·lícula es va estrenar als Estats Units amb el títol The Shadow of Violence.
Es va estrenar al Festival Internacional de Cinema de Toronto el 8 de setembre de 2019. Es va estrenar a Irlanda el 13 de març de 2020, per Altitude Film Distribution.

## Argument
A la zona rural més fosca d'Irlanda, l'ex-boxejador Douglas 'Arm' Armstrong s'ha convertit en el braç fort de la família Devers, dedicada al negoci de la tràfic de droga. Mentrestant, també tracta de ser un bon pare per a Jack, un nen autista de cinc anys. Dividit entre les seves dues famílies, la lleialtat d'Arm es posa a prova quan els Devers li demanen per primera vegada que assassini a un home.

## Repartiment
- Cosmo Jarvis com a Arm
- Barry Keoghan com a Dymphna
- Niamh Algar com a Ursula
- Ned Dennehy com a Paudi
- Kiljan Moroney com a Jack
- David Wilmot com a Hector
- Anthony Welsh com a Rob
- Simone Kirby com a Jules[3]

## Producció
A l'abril de 2018, es va anunciar que Cosmo Jarvis, Barry Keoghan i Niamh Algar s'havien unit al repartiment de la pel·lícula, amb Nick Rowland que dirigia un guió de Joseph Murtagh. Michael Fassbender va ser productor executiu a través de la seva pancarta de DMC Film.

## Llançament
La pel·lícula es va estrenar al Festival Internacional de Cinema de Toronto el 8 de setembre de 2019. Es va estrenar a Irlanda el 13 de març de 2020 per Altitude Film Distribution. Saban Films va adquirir els drets de distribució estatunidenca de la pel·lícula i va rebre el nom de The Shadow Of Violence als Estats Units. Amb aquest mateix títol, va ser llançat a VOD per Lionsgate Home Entertainment l'1 de setembre de 2020.

## Recepció

### Taquilla
Calm with Horses va recaptar 0 dòlars a Amèrica del Nord i 104.946 dòlars a tot el món.

### Resposta crítica
El 94% de les 66 ressenyes compilades a l'agregador de revisions Rotten Tomatoes són positives, amb una mitjana ponderada de 7,5/10. El consens crític del lloc web diu: "Calm with Horses presenta un retrat terriblement eficaç de la lluita d'un home amb lleialtats dividides, elevat per actuacions destacades d'un repartiment estel·lar". A Metacritic, la pel·lícula té una valoració de 67 sobre 100, basat en 14 crítiques, indicant "ressenyes generalment favorables".

### Reconeixements
| Premi                           | Data de la cerimònia                                        | Categoria                                                               | Destinatari(s)                                 | Resultat | Ref.   |
| ------------------------------- | ----------------------------------------------------------- | ----------------------------------------------------------------------- | ---------------------------------------------- | -------- | ------ |
| Premis British Independent Film | Premis British Independent Film 2020 - 18 de febrer de 2021 | Premi BAFTA                                                             | Nick Rowland, Joe Murtagh and Daniel Emmerson  | Nominat  | [ 11 ] |
| Premis British Independent Film | Premis British Independent Film 2020 - 18 de febrer de 2021 | Millor Director                                                         | Nick Rowland                                   | Nominat  | [ 11 ] |
| Premis British Independent Film | Premis British Independent Film 2020 - 18 de febrer de 2021 | Millor actuació d'un actor                                              | Cosmo Jarvis                                   | Nominat  | [ 11 ] |
| Premis British Independent Film | Premis British Independent Film 2020 - 18 de febrer de 2021 | BAFTA al millor actor secundari                                         | Barry Keoghan                                  | Nominat  | [ 11 ] |
| Premis British Independent Film | Premis British Independent Film 2020 - 18 de febrer de 2021 | BAFTA a la millor actriu secundària                                     | Niamh Algar                                    | Nominat  | [ 11 ] |
| Premis British Independent Film | Premis British Independent Film 2020 - 18 de febrer de 2021 | Most Promising Newcomer (Nouvingut més prometedor)                      | Niamh Algar                                    | Nominat  | [ 11 ] |
| Premis British Independent Film | Premis British Independent Film 2020 - 18 de febrer de 2021 | Premi The Douglas Hickox (Millor Debut de Director)                     | Nick Rowland                                   | Nominat  | [ 11 ] |
| Premis British Independent Film | Premis British Independent Film 2020 - 18 de febrer de 2021 | Best Debut Screenwriter (Millor guionista debut)                        | Joe Murtagh                                    | Nominat  | [ 11 ] |
| Premis British Independent Film | Premis British Independent Film 2020 - 18 de febrer de 2021 | Best Casting (Millor càsting)                                           | Shaheen Baig                                   | Nominat  | [ 11 ] |
| Premis British Independent Film | Premis British Independent Film 2020 - 18 de febrer de 2021 | Breakthrough Producer (Productor avançat)                               | Daniel Emmerson                                | Nominat  | [ 11 ] |
| Premi BAFTA                     | 74è Premi BAFTA - 11 d'abril de 2021                        | BAFTA a la millor actriu secundària                                     | Niamh Algar                                    | Pendent  | [ 12 ] |
| Premi BAFTA                     | 74è Premi BAFTA - 11 d'abril de 2021                        | BAFTA al millor actor secundari                                         | Barry Keoghan                                  | Pendent  | [ 12 ] |
| Premi BAFTA                     | 74è Premi BAFTA - 11 d'abril de 2021                        | Premi BAFTA - Best Casting (Millor càsting)                             | Shaheen Baig                                   | Pendent  | [ 12 ] |
| Premi BAFTA                     | 74è Premi BAFTA - 11 d'abril de 2021                        | Premi BAFTA - Outstanding British Film (Pel·lícula britànica destacada) | Nick Rowland, Daniel Emmerson, and Joe Murtagh | Pendent  | [ 12 ] |